# Wolf Philipp von Hirnheim
Wolf Philipp von Hirnheim (auch: von Hürnheim; * vor 1526; † 29. November 1546) war Marschall von Württemberg während des Schmalkaldischen Krieges. Er war Herr auf Burg Duttenstein, auf Burg Stettenfels sowie auf der Kirnburg. Sein Grabdenkmal befindet sich in der Margaretenkirche im Remsecker Stadtteil Aldingen nahe Stuttgart.

## Leben

### Familie
Wolf Philipp von Hirnheim war der Sohn des Wolfgang von Hirnheim zu Duttenstein († 1533) sowie dessen zweiter Frau Beatrix geborene von Rechberg-Hohenrechberg.
Er war verheiratet mit Agatha geborene von Kaltental († 1553), die Ehe blieb jedoch kinderlos. Agatha war die Tochter des Georg von Kaltental zu Aldingen († 1536) und der Walburga geborene von Ellerbach. Agathas erster Mann war der 1525 bei der Weinsberger Bluttat ums Leben gekommene Eberhard Sturmfeder. Nach dem Tod Wolf Philipps heiratete Agatha in dritter Ehe Hans Dietrich Nothaft von Hohenberg.

### Werdegang
Wolf Philipp von Hirnheim wurde ab 1526 in württembergischen Diensten erwähnt. 1527 kaufte er das Lehen Stettenfels samt Ober- und Untergruppenbach, Donnbronn und Wüstenhausen von Hans Konrad Thumb von Neuburg, der zu diesem Zeitpunkt württembergischer Erbmarschall war. In dieser Lehensherrschaft führte Wolf Philipp 1536 die Reformation ein. Er folgte damit dem Beispiel seines Dienst- und Lehensherren Herzog Ulrich, der seit seiner Rückkehr aus dem Exil im Jahr 1534 die Reformation in Württemberg vorantrieb.
Im Jahr 1533 starb Wolf Philipps Vater und vererbte ihm die Herrschaften um Duttenstein und Kirnburg. In den Jahren 1534 und 1535 war Wolf Philipp zudem württembergischer Forstmeister zu Reichenberg sowie von 1538 bis 1543 Obervogt zu Marbach am Neckar. Im Jahr 1543 wurde Wolf Philipp von Herzog Ulrich zum württembergischen Marschall ernannt, nachdem Hans Konrad Thumb von Neuburg zuvor in Ungnade gefallen war und das Erbmarschallamt verloren hatte.
Wolf Philipp diente in der Folge Herzog Ulrich im Schmalkaldischen Krieg auf Seiten des protestantischen Schmalkaldischen Bundes. Aufgrund dessen wurde ihm 1546 das Lehen Stettenfels durch Kaiser Karl V. aberkannt und seinem Verwandten, dem kaiserlichen Landsknechtsführer Hans Walther von Hürnheim, übergeben. Laut der Inschrift auf seinem Grabdenkmal verstarb Wolf Philipp am 29. November des Jahres 1546. Da Wolf Philipp keine Kinder hatte, endete die Linie derer von Hirnheim zu Duttenstein mit ihm und seine verbliebenen Besitzungen gingen ebenfalls an Hans Walther von Hürnheim.

## Grabdenkmal
Das Grabdenkmal des Wolf Philipp von Hirnheim befindet sich in der Aldinger Margaretenkirche, welche von der Familie seiner Frau Agatha als Grablege genutzt wurde. In Aldingen wurde die Reformation allerdings erst 1568 durch Agathas Neffen Reinhard und Heinrich von Kaltental eingeführt, somit wurde der evangelische Wolf Philipp in einer zu diesem Zeitpunkt katholischen Kirche beigesetzt. Besonders deutlich wird dies anhand des sich ebenfalls in der Margaretenkirche befindlichen Grabdenkmals seiner Frau. Ihre Statue hält einen katholischen Rosenkranz in Händen, zu ihren Füßen befindet sich aber ein Hund, auf dessen Halsband das Motto der Reformation geschrieben steht. So vereint ihr Denkmal die unterschiedlichen Konfessionen ihres Mannes und ihrer Familie. Vermutlich gab Agatha die beiden Grabdenkmäler noch zu ihren Lebzeiten und vor ihrer dritten Hochzeit in Auftrag. Sie werden dem Bildhauer Joseph Schmid aus Urach zugeschrieben, der für seine Arbeiten in der Tübinger Stiftskirche bekannt wurde.